# Sint Fris van Bassoues
Sint Fris, ook bekend als Fris van Bassoues, is een heilige die wordt vereerd in de regio Aquitanië, departement Gers, in Frankrijk. Vooral in de gemeenschappen Bassoues, Gazax-Baccarisse, Lupiac, Peyrusse-Vieille, Préneron, Saint-Go en in Vic-Fezensac vind of vond de verering van Sint Fris plaats. De basiliek van Bassoues heet Basilique Saint-Fris. Het nabijgelegen meer heet Lac de Saint-Fris. Sint Fris wordt geassocieerd met het genezen van kwalen en is de patroonheilige van mensen met de pest en kreupele jonge vrouwen.

## Biografie
Fris, wat 'de Fries' betekent, was commandant van een Frankisch leger tijdens het bewind van maior domo Karel Martel. Hij stierf in het jaar 732 na Christus. Volgens een legende zou Fris de zoon zijn geweest van de heidense koning Radboud van Frisia, en een neef van de Frankische staatsman Karel Martel. Zijn eigenlijke naam is onbekend, maar dus wel zijn afkomst, namelijk Frisia. Volgens de Vita Vulframni, geschreven rond 800, zou koning Radboud een zoon hebben gehad die zou zijn gedoopt, maar in de vita wordt geen naam van deze zoon vermeld. Volgens de Annales Mettenses Priores, eveneens gedateerd rond 800, zou Grimoald (de zoon van maior domo Pepijn van Herstal) een zoon hebben gehad die Theudoald heette, maar blijkbaar een bastaardzoon zou zijn geweest van Grimoalds concubine. Het theud- element in zijn naam maakt het echter mogelijk dat hij eigenlijk de zoon was van Radbouds dochter, Theudesinda. Het huwelijk tussen Grimoald en Theudesinda in het jaar 711 is namelijk een historische gebeurtenis. Het blijft echter speculeren wie Fris precies was. De geschiedenis van Sint Fris is gebaseerd op een verloren gegaan document dat in het bezit was van abt Aignan de Sendat (1681-1764).

## Slag van l'Étendard
In het jaar 732 rukte een Omajjadisch leger, onder leiding van Abdul Rahman Al Ghafiqi, op in de regio Aquitanië. Dit zou in oktober van dat jaar leiden tot de Slag bij Poitiers. Volgens de legende, die hier aan vooraf ging, gaf Karel Martel commandant Fris de opdracht om met een kleine troepenmacht de opmars van de Omajjaden gade te slaan. Deze verkenningstocht leidde in juni van dat jaar tot twee confrontaties. Een eerste slag vond plaats nabij Lupiac, maar werd door het Frankische verkenningsleger verloren. Fris hergroepeerde zijn troepen echter op een heuvel nabij La Tapia, het huidige Bassoues. Op dit plateau plantte hij zijn standaard en op 24 juni confronteerde hij de Omajjaden voor een tweede maal. Dit is de reden waarom de strijd de Slag van l'Étendard 'de standaard' wordt genoemd. De tweede slag werd wel gewonnen door de Franken, echter liet Fris hierbij wel het leven. Hij werd door een pijl in zijn dij getroffen en door zijn paard van het slagveld gedragen. Aan de oevers van de stroom Guiroue stierf hij en werd hij begraven.

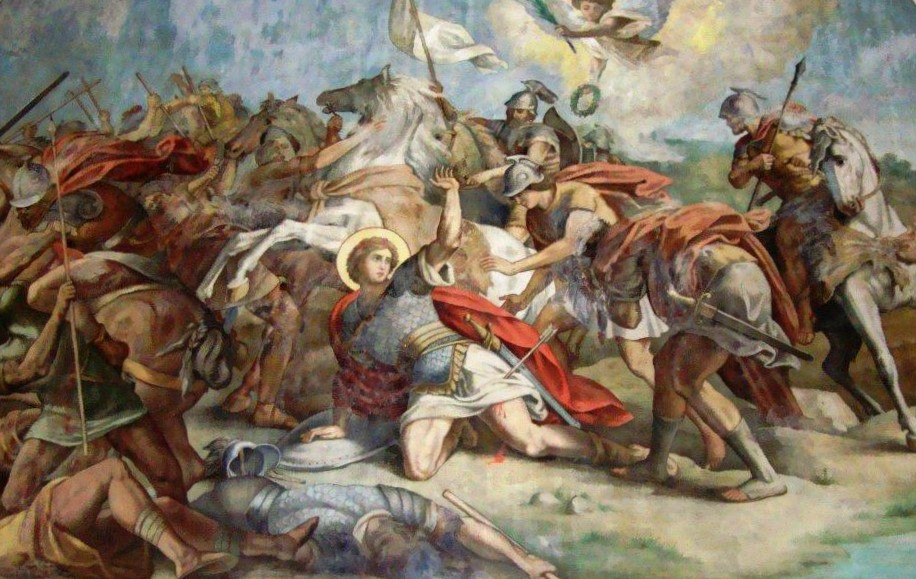
Sint Fris sterft in de Slag van l'Étendard in 732 n.Chr

Dat Friezen meevochten in Frankische legers was niet ongewoon. Friese (en Saksische) eenheden vochten bijvoorbeeld voor het Frankische Rijk tegen de Slaven en de Avaren, waardoor ze zelfs tot aan de rivier de Donau in het moderne Hongarije kwamen.
Een ander interessant aspect is dat Fris op een paard reed. Het kan zijn dat Fris deel uitmaakte van een cavalerie-eenheid. Een klein cavalerie-verkenningsleger om de bewegingen van het Omajjadische leger te observeren en zo tot de beste militaire strategie te komen. Dit zou stroken met de opdracht van Karel Martel. Friezen hielden al in de vroege middeleeuwen paarden. In de Hoge Middeleeuwen waren de Friezen zelfs bekende paardenfokkers, die hun paarden over heel Europa exporteerden. In het chanson de geste en het epos La Chevalerie Ogier de Danemarche rijdt niemand minder dan de illustere Karel de Grote op een ceval Fris 'Fries paard'. Bovendien stonden de Friese paarden gedurende de middeleeuwen, en eeuwen daarna, bekend als hét oorlogspaard.

## Basiliek van Sint Fris, Bassoues
Volgens een legendarische traditie werd de sarcofaag van Sint Fris twee eeuwen na zijn dood ontdekt door een boer die vreemd gedrag bij een van zijn koeien bemerkte. Zijn koe weigerde om te eten en likte herhaaldelijk aan dezelfde steen. Na het verplaatsen van de steen ontdekte de boer een sarcofaag met daarin het bewaarde lichaam, pantser en de wapens van Fris. Kort na deze vondst bouwden de dorpelingen bij hun kerk een kapel voor de verering van Sint Fris. Toen ze het lichaam naar de kerk wilden overbrengen, kon echter geen lastdier het rijtuig verplaatsen. Toen de dorpelingen zich uiteindelijk realiseerden dat de koe die aan de steen had gelikt, het rijtuig moest trekken, lukte het wel. De koe bracht het stoffelijke overschot met gemak naar de kerk.

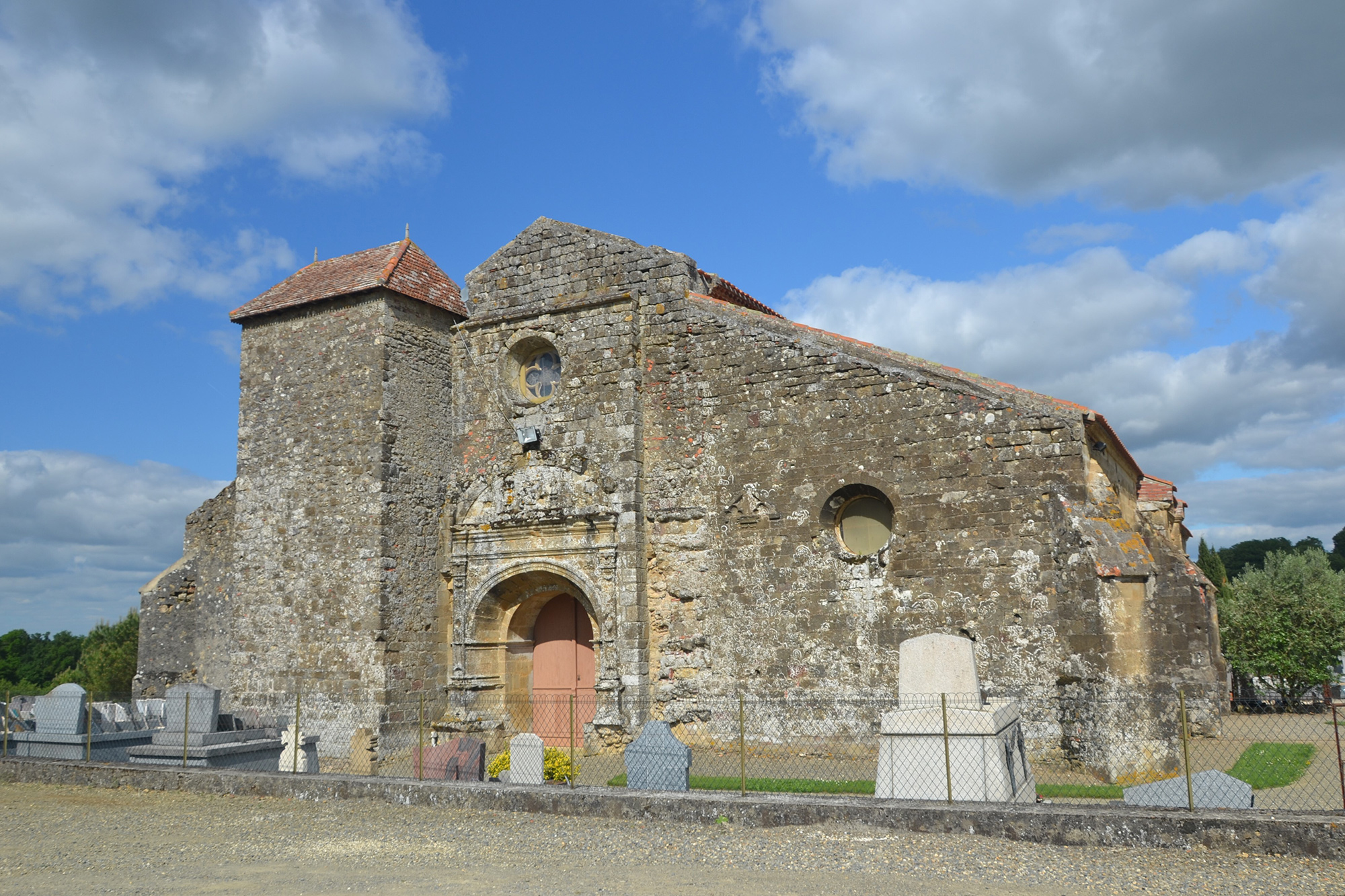
Basiliek van Sint Fris

Vanaf dat moment begonnen er wonderen te gebeuren en werd het dorp Bassoues een bedevaartsoord. Zoals vaak gebeurt bij een translatio 'overdracht van relikwieën', ontstond er ook een bron waar het lichaam van Sint Fris eeuwenlang begraven lag. Een van de eerste wonderen die plaatsvonden was dat van een vrouw uit het nabijgelegen gehucht Andréou die water uit de put gebruikte om deeg te maken, dit veranderde echter in bloed.
De eerste keer dat de kerk van Bassoues in schriftelijke bronnen voorkomt, is in het jaar 1020. In een oorkonde van november van dat jaar, bewaard in het klooster van Saint Michel in Pessan, werd vastgelegd dat het kasteel en de ecclesia beati Frisii 'kerk van de gezegende Fries' van Bassoues werden geschonken aan het klooster van Pessan, onder de voorwaarde dat er een nieuwe basiliek zou komen. Er werd een klooster gebouwd dat groot genoeg was om alle pelgrims te kunnen ontvangen, en voor iedereen die op weg was naar Santiago de Compostella.
In 1047 was er daadwerkelijk een klooster bij de basiliek gebouwd. De kruistochten, vele middeleeuwse oorlogen, de hugenoten die de basiliek in brand staken en niet in de laatste plaats de Franse Revolutie hebben de basiliek en het klooster van Bassoues echter niet veel goeds gedaan. Aan het einde van de veertiende eeuw werd er een nieuwe kerk gebouwd, ditmaal binnen de muren van het dorp. Het klooster en de basiliek van Sint Fris raakten hierdoor in verval. De crypte heeft echter alles overleefd. In de negentiende eeuw werd de basiliek gerestaureerd en in het jaar 1857 werden de relikwieën van Sint Fris, die tijdens de Franse godsdienstoorlogen in Peyrusse-Grande werden bewaard, teruggegeven.